# Myrcia popayanensis
Myrcia popayanensis là một loài thực vật có hoa trong Họ Đào kim nương. Loài này được Hieron. mô tả khoa học đầu tiên năm 1895.